# Oblężenie Bellegarde
Oblężenie Bellegarde – oblężenie, które rozpoczęło się 23 maja 1793 roku i trwało do 24 czerwca 1793, gdy francuski garnizon pułkownika Boisbrulé poddał fort hiszpańskiej armii, dowodzonej przez Antonia Ricardosa. Zdobycie twierdzy pozwoliło Hiszpanom uzyskać kontrolę nad znaczącą drogą prowadzącą przez Pireneje. Oblężenie miało miejsce w trakcie wojny o Pireneje, która stanowiła jeden z epizodów wojny Francji z pierwszą koalicją. Fort de Bellegarde położony jest na wzgórzu, które wznosi się ponad pogranicznym miasteczkiem Le Perthus. Obecnie w pobliżu przebiega francuska autostrada A9 oraz hiszpańska Autovía A-7.

## Tło historyczne
Fort de Bellegarde wzniesiono w roku 1678, za panowania króla Ludwika XIV, według planu sporządzonego przez inżyniera Sebastiana Vaubana. Ta mocna, kamienna twierdza broniła drogi Col de Le Perthus, która przecina Pireneje na wysokości 305 metrów. Droga ta jest najważniejszym szlakiem między Hiszpanią a Francją we wschodnich Pirenejach. Twierdza jest położona w najwyższym punkcie w okolicy.
Kiedy w połowie kwietnia 1793 roku Hiszpania przystąpiła do wojny przeciw rewolucyjnej Francji, generał-kapitan Antonio Ricardos musiał stawić czoła strategicznemu problemowi. Jako że fort bronił głównego szlaku prowadzącego do wrogiej Francji, hiszpański dowódca zmuszony był otoczyć, oblężyć i zdobyć twierdzę, by móc wykorzystać szlak w charakterze drogi zaopatrzeniowej dla nacierającej armii. Dlatego też Ricardos przekroczył Pireneje wraz z 4,5 tysiąca żołnierzy w miejscu położonym 20 kilometrów na południowy wschód od Bellegarde i sprowadził wojsko do wioski Saint-Laurent-de-Cerdans. W trakcie pierwszej potyczki rozegranej podczas wojny o Pireneje, Hiszpanie zmusili do ucieczki 400 francuskich obrońców. Idąc za ciosem, 4-tysięczny oddział Ricardosa runął na siły francuskie, stacjonujące w miasteczku Céret nad rzeką Tech. 800 zawodowych francuskich żołnierzy oraz 1000 członków Gwardii Narodowej, wraz z 4 armatami, uległo panice i uciekło. Według relacji Ricardosa tylko 17 ludzi zostało rannych. Podczas początkowych działań, hiszpański dowódca pozostawił w pobliżu Bellegarde oddział, mający za zadanie powstrzymać francuskiego pułkownika Boisbrulé oraz jego garnizon przed napaścią na hiszpańskie konwoje zaopatrzeniowe.
Przejąwszy kontrolę nad Céret, Ricardos rozmieścił swoją armię na tyłach Bellegarde. Po dotarciu posiłków, Hiszpanie ruszyli dalej na północny wschód, w kierunku Trouillas. Tam, 7-tysięczny oddział hiszpański stoczył walkę z Armią Wschodnich Pirenejów pod dowództwem generała dywizji Louisa-Charles'a de Flersa. W trakcie bitwy pod Mas Deu, do której doszło 19 maja, Ricardos pokonał de Flersa. Francuzi stracili 150 zabitych, 280 rannych. Ponadto trzy armaty oraz sześć wozów z amunicją zostało przejętych przez wroga. Straty hiszpańskie to 34 zabitych oraz nieznana liczba rannych. Zdruzgotani Francuzi wycofali się na północ do stolicy departamentu – Perpignan, gdzie batalion Gwardii Narodowej zbuntował się i z tego powodu został rozwiązany.  Zamiast naciskać na cofających się Francuzów, Ricardos zawrócił, by oblegać fort Bellegarde, który uniemożliwiał mu wykorzystanie głównej drogi zaopatrzeniowej, która wiodła z Barcelony.

## Przebieg oblężenia
23 maja rozpoczęło się oblężenie fortu Bellegarde, bronionego przez francuski garnizon w sile 1 536 żołnierzy. O sile ognia garnizonu stanowiło nie mniej niż 41 armat oraz 7 moździerzy. 6 tysięcy uczestników oblężenia wraz z 34 armatami skupiło wysiłek na likwidacji dwóch pomniejszych twierdz francuskich, położonych na północ względem głównego fortu. Po stronie Hiszpanów walczył Francuski Emigracyjny Batalion Vallespir. Do 30 maja Ricardos rozmieścił w bateriach 16 dział, w odległości 1200 kroków od Fort les Bains. W dniu 3 czerwca 350 francuskich obrońców poddało twierdzę po bombardowaniu. Dwa dni później – po odcięciu dostępu do świeżej wody - upadł Fort de la Garde. Hiszpanie wzięli do niewoli kolejnych 200 Francuzów. W trakcie trwania oblężenia 3350 francuskich żołnierzy usiłowało eskortować konwój z zaopatrzeniem dla twierdzy. Jednak nie udało im się dostarczyć zaopatrzenia do fortu, gdyż 29 maja zostali odepchnięci przez Hiszpanów.
Przez kilka tygodni hiszpańskie działa oblężnicze ostrzeliwały fortecę. W końcu w głównym murze powstał znaczny wyłom. Do tego czasu 42 spośród 50 francuskich dział zostało zdemontowanych. W obliczu zagrożenia uderzeniem, które całkowicie skompromitowałoby obronę, Boisbrulé poddał fort Bellegarde w dniu 24 czerwca. Pozostałych przy życiu żołnierzy z garnizonu wzięto do niewoli. W ciągu trwającego przez miesiąc oblężenia, Francuzi odnotowali straty wynoszące: 30 zabitych, 56 rannych oraz 1 450 wziętych do niewoli. Natomiast straty strony hiszpańskiej pozostają nieznane.

## Skutki
Po zdobyciu i zabezpieczeniu fortu Bellegarde, hiszpańska armia mogła wykorzystywać szlak Col de La Pertus w charakterze drogi zaopatrzeniowej. Ricardos zaatakował stolicę Rousillon, jednak 17 lipca Francuzi zadali mu dotkliwy odpór podczas bitwy pod Perpignan. Spośród 12 tysięcy żołnierzy de Flers'a naliczono 800 ofiar. Francuzi stracili tam także jedną armatę, a 600 żołnierzy zdezerterowało. Tymczasem Hiszpanie ponieśli około 1 000 ofiar spośród 15 tysięcy ludzi. De Flers wykorzystał miesiąc, w trakcie którego Ricardos oblegał Bellegarde, i przeszkolił w tym czasie świeżych rekrutów, a ponadto otoczył Perpignan umocnieniami polowymi. Francuzi po raz kolejny odepchnęli Ricardosa podczas bitwy pod Peyrestortes, która odbyła się 17 września. Jednak już pięć dni później Hiszpanie wzięli odwet na republikanach pod Truillas.